# Krátký film Praha
KRÁTKÝ FILM PRAHA a.s. je česká produkční společnost zaměřující se zejména na naučné, dokumentární a animované filmy. Od roku 2005 sídlí v Olomouci (do té doby v Praze) a krom sídla měla pobočky v Brně, Plzni a Zlíně (Gottwaldově). Společnost vznikla vlastně již v roce 1946 v rámci Filmového ústavu, v roce 1948 se osamostatnila a k dalšímu vymezení došlo v roce 1957. V roce 1991 vznikla instituce podobného názvu, ale vedená jako akciová společnost, která také převzala majetek původní společnosti.
Krátký film sestával od roku 1950 ze čtyř studií, jež se lišila svým zaměřením – populárně-vědeckého a naučného filmu, dokumentárního filmu, kresleného filmu, loutkového filmu. Studio kresleného filmu později dostalo původní název Bratři v triku a loutkového filmu neslo název po znamenitém českém režisérovi Studio Jiřího Trnky. Pod Krátký film také spadalo studio Prométheus Ostrava. Po roce 1991 existuje pouze prosté Studio loutkového filmu, Bratři v triku byli zachováni a nově vzniklo vzdělávací Studio J. A. Komenského, dokumentární Studio HaD a zakázkové Studio Kunc.

## Historie
V roce 1945 byla celá československá kinematografie postátněna, v tomto smyslu vznikl Československý filmový ústav, v jehož rámci roku 1946 prvně vzniká Krátký film. Po druhé světové válce byl nedlouho ředitelem režisér Elmar Klos. Následně v roce 1948 dochází k výrazné reorganizaci kinematografie, která je zaštítěná organizací Československý státní film a novým zřízením získal Krátký film samostatnost. Struktura byla stabilizována do podoby, tak jak je známa dodnes, kdy v roce 1950 došlo v podniku ke zřízení čtyř studií. V rámci státní filmové produkce byl KF vyhrazen zejména krátký film, žánrově potom ilustrují zaměření studia zaměřená na populárně-vědecké a naučné filmy, dokumentární filmy, kreslené, loutkové filmy.
V roce 1957 došlo k poslední zásadní reformě, kdy byla zřízena hlavní správa (později ústřední ředitelství) Československého filmu podléhajícímu Ministerstvu školství a osvěty. Podle nových pravidel došlo k novému zřízení Krátkého filmu jakožto samostatné hospodářské organizace, složky výrobní hospodářské jednotky Československý film. Někdy je právě k tomuto datu kladen vznik (mimo jiné mělo dojít k zápisu KF do podnikového rejstříku).
V letech 1969–1985 byl ředitelem KF Kamil Pixa, jeden ze zakladatelů StB. Pixa dokázal svou autoritou vést KF značně samostatně, udržel zde pro režim nevhodné filmaře, pozoruhodná je i produkce filmu Hra o jablko (1976), který je celovečerní a ani žánrem nespadá do běžného podnikového repertoáru. Posledním ředitelem předlistopadového KF byl Lubomír Jakeš.
Po roce 1989 docházelo k privatizaci státní kinematografie, která neprobíhala ve všech směrech jednoduše. V roce 1990 byl jakožto hospodářská složka Československého filmu zrušen. V roce 1991 byla registrována společnost KF a.s., na kterou byl převeden majetek Krátkého filmu a to včetně autorského práva náležícího Krátkému filmu jakožto produkční společnosti. Společnost KF a.s. změnila v roce 1996 název na KRÁTKÝ FILM PRAHA a.s.

## Další informace
Krátký film Praha sídlil od roku 1958 v bývalém sochařském atelieru bratří Nováků v Čiklově ulici v Nuslích, roku 1983 přešla výroba loutkových filmů na Barrandov do nových budov.